# Łosiniec (województwo wielkopolskie)
Łosiniec – wieś w Polsce położona w województwie wielkopolskim, w powiecie wągrowieckim, w gminie Skoki.

## Historia
Właścicielami Łosińca byli posiadacze Lechlina: od 1840 do 1878 Dunin, a od 1878 jego siostra, Magdalena Napierałowiczowa. W 1921 Łosiniec Nowy będący obszarem dworskim zamieszkiwało 508 osób, a Łosiniec (obszar włościański), siedemdziesiąt osób. Istniał tu sklep, owczarnia (w okresie międzywojennym przebudowana na szkołę) i kuźnia, która obecnie jest sklepem. Po parcelacji majątku było we wsi 60 gospodarstw, z czego cztery pozostawały w rękach niemieckich. Działało Kółko Rolnicze i organizacja Młode Polki. W latach 50. XX wieku zbudowano w Łosińcu dużą oborę (obecnie przebudowana na dyskotekę). Istniała wówczas strażnica OSP. W latach 1975–1998 miejscowość administracyjnie należała do województwa poznańskiego. W 1993 we wsi zamieszkiwało 379 osób.
W Łosińcu urodził się Józef Mazurek (1897–1979), kawaler Orderu Virtuti Militari.

## Kapliczki
W 1990 wystawiono w centrum wsi figurę Serca Jezusa z okazji 90-lecia Kółka Rolniczego. We wsi istnieje również figura św. Wawrzyńca oraz Matki Boskiej oraz trzy krzyże przydrożne.